# Hypocoena stigmatica
Hypocoena stigmatica  là một loài bướm đêm thuộc họ Noctuidae. Loài này có ở quần đảo Faroe và Iceland, cũng như parts của Nga và Alaska.
The length of the fore wings is khoảng 13 mm.
Ấu trùng có thể ăn các loài Ammophila và Leymus.

## Phụ loài
- Hypocoena stigmatica stigmatica (miền nam Urals to Transbaikalia to Amur, Magadan, Alaska)
- Hypocoena stigmatica dispersa (quần đảo Faroe, Iceland)